# گوئنشاری گوگ
گوئنشاری گوگ (به لاتین: Goenshari Gewog) یک منطقهٔ مسکونی در بوتان (کشور) است که در ناحیه پوناخا واقع شده‌است.